# Sardonic Wrath
Sardonic Wrath är ett musikalbum av det norska black metal-bandet Darkthrone, utgivet 2004 av skivbolaget Moonfog Productions. Sardonic Wrath är Darkthrones tionde studioalbum.

## Låtlista
1. "Order of the Ominous" (instrumental) – 2:32
2. "Information Wants to be Syndicated" – 3:44
3. "Sjakk matt Jesu Krist" – 4:04
4. "Straightening Sharks in Heaven" – 3:27
5. "Alle gegen alle" – 3:21
6. "Man tenker sitt" – 3:05
7. "Sacrificing to the God of Doubt" – 4:34
8. "Hate is the Law" – 3:22
9. "Rawness Obsolete" – 6:14

- Text: Fenriz (alla låtar)
- Musik: Fenriz (spår 3, 5, 8, 9), Nocturno Culto (spår 2, 4, 6, 7, 9), LRZ (spår 1)

## Medverkande
Musiker (Darkthrone-medlemmar)
- Nocturno Culto (Ted Arvid Skjellum) – sång, gitarr, basgitarr
- Fenriz (Gylve Fenris Nagell) – trummor, sång

Bidragande musiker
- Apollyon (Ole Jørgen Moe) – sång (spår 8)
- LRZ (Lars Sørensen) – elektronik

Produktion
- Darkthrone – producent
- Lars Klokkerhaug – ljudtekniker
- Nocturno Culto – omslagsdesign
- Martin Kvamme – omslagsdesign
- Peter Beste – foto